# José Alberto Castro
José Alberto Sáinz Castro (Cidade do México, 31 de maio de 1963) é um produtor de telenovelas mexicanas da rede Televisa.

## Biografia
José Alberto Castro é um famoso produtor executivo de telenovelas, ele é tio do cantor Cristian Castro, e irmão da famosa atriz e cantora Verónica Castro, com quem ele já trabalhou em algumas telenovelas como: Los ricos también lloran (1979), onde Verónica foi a protagonista ao lado de Rogelio Guerra ganhando projeção mundial. Ela também fez uma participação especial em Código Postal (2006). José Alberto também produziu na Argentina a versão mexicana de Los Exitosos Pérez onde Verónica atua, novamente, com Rogelio Guerra, tendo Ludwika Paleta e Jaime Camil como protagonista.

## Vida pessoal
José Alberto foi casado com a atriz Angélica Rivera até 2008 que foi descoberta por sua irmã Verónica em 1987, iniciando sua vida artística em seguida. Desse casamento José Alberto e Angélica teve três filhas: Sofía, Fernanda e Regina. Em setembro de 2011 após o fim das gravações da exitosa novela Teresa, soube-se que tinha uma relação com a atriz Angelique Boyer. Segundo rumores, os pais de Angelique não aprovavam o relacionamento da filha com o produtor, 25 anos mais velho. Em 10 de março de 2014, a atriz informou através de sua conta no Twitter que ambos terminaram. Uma pessoa próxima ao casal revelou que a atriz terminou definitivamente com o produtor em 8 de fevereiro já que "El Güero" Castro resultou ser um homem ciumento, com vícios e incapaz de controlar seus impulsos. Segundo a fonte, o ex-casal teve fortes brigas durante festas, em frente a todos, que deixava as pessoas aterrorizadas.

## Filmografia

### Telenovelas
- Los Hilos del Pasado (2025-2026)
- Las hijas de la señora García (2024-2025)
- El malefício (2023-2024)
- Tierra de esperanza (2023)
- Cabo (2022-2023)
- La desalmada (2021)
- Médicos, línea de vida (2019-2020)
- Por amar sin ley (2018-2019)
- Vino el amor (2016-2017)
- Pasión y poder (2015-2016)
- La Malquerida (2014)
- Corona de Lágrimas (2012-2022)
- La que no podía amar (2011-2012)
- Teresa (2010-2011)
- Los Exitosos Pérez (2009)
- Palabra de mujer (2007-2008)
- Código postal (2006-2007)
- Rubi (2004)
- Sin pecado concebido (2001)
- Serafim (1999)
- Ángela (1998-1999)
- Pueblo chico, infierno grande (1997)
- Sentimientos ajenos (1996)
- Acapulco, cuerpo y alma (1995)
- Valentina (1993)
- Los ricos también lloran (1979-1980)

### Documentários
- Jefe de jefes (2007)
- Del otro lado (2006)
- Celebremos México: Hecho en México (2005) (TV)

### Programas
- El tal Chou del once (2001)
- La tocada (1996)
- En la noche (1994)
- La movida (1994)
- Y Vero América va! (1992)